# Conrad Kayser
Conrad Kayser (auch Konrad Kayser, * 26. August 1880 in Achern bei Offenburg; † 20. Februar 1954 in Sasbachwalden) war ein deutscher Landschaftsmaler.

## Kindheit und Jugend
Kayser wurde als fünftes von zehn Kindern des evangelischen Pfarrers Konrad Kayser und seiner Ehefrau Jenny Paula Kayser (geb. Katz) geboren. Kaysers Vater war in der Heil- und Pflegeanstalt Illenau in Achern tätig.
1898 besuchte Kayser seinen ersten Kunstunterricht im graphischen Atelier des Städelschen Kunstinstituts in Frankfurt am Main bei Bernhard Mannfeld. 1900 begann er ein Kunststudium an der Staatlichen Akademie der Bildenden Künste Karlsruhe bei Ernst Schurth und Caspar Ritter. In dieser Zeit hatte er auch engen Kontakt zu Hans Thoma, dem Direktor der Staatlichen Kunsthalle Karlsruhe. Dies prägte ihn künstlerisch stark und trug ihm später die Bezeichnung „Thoma des Sasbachwaldener Tals“ ein.

## Maler in Sasbachwalden

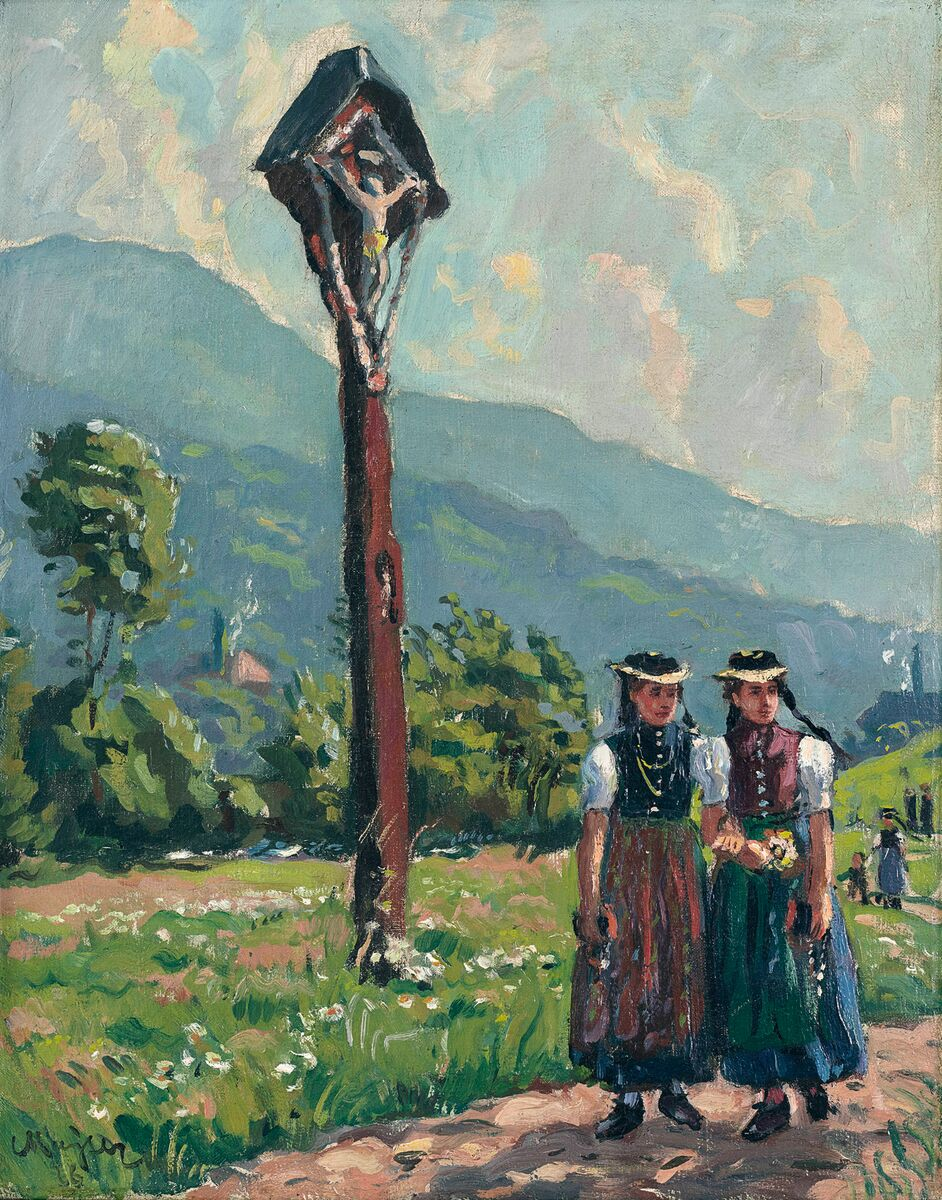
Kirchgang im Glottertal (1936)

1905/06 besuchte Kayser den Malunterricht an der Staatlichen Akademie der Bildenden Künste Stuttgart in der Malklasse von Carlos Grethe. 1909 arbeitete er ein Jahr selbständig in München und hielt sich zu Studienzwecken in Italien und Paris auf. Ab 1911 wohnte Kayser in Lauf im Gasthaus Linde. 1916 wurde er als Soldat nach Verdun an die Westfront einberufen. 1918 geriet er in amerikanische Gefangenschaft, aus der er 1919 nach Lauf zurückkehrte.
1922 zog Kayser in den elterlichen Familiensitz nach Sasbachwalden, wo er bis zu seinem Lebensende lebte und arbeitete. In dieser Zeit schuf er zahlreiche Bilder von Personen, Bauernhöfen und Landschaften des Orts, aber auch anderer Gegenden des Schwarzwaldes. Seine zeitlebens wirtschaftlich ungesicherte Existenz ließ ihn keine Familie gründen.
1940 wurde Kayser anlässlich seines 60. Geburtstags die Ehrenbürgerschaft von Sasbachwalden verliehen. Die Urkunde gestaltete der Acherner Maler Otto Graf.
Kayser verstarb in seinem 74. Lebensjahr an den Folgen eines Verkehrsunfalls.

## Nachleben
2005 wurde der „Kunstverein Conrad Kayser Sasbachwalden e. V.“ gegründet, der das künstlerische Erbe Kaysers pflegen soll.

## Neuere Ausstellungen
Ausstellungen von Werken Kaysers fanden u. a. 2004 und 2008 in Sasbachwalden statt.